# Дюлолуа, Шарль-Франсуа
Шарль Франсуа Дюлолуа, граф де Рандон (9 декабря 1761, Лан, Домен короля Франции — 3 июня 1832, Вильнёв-Сен-Жермен) — французский наполеоновский военачальник, дивизионный генерал (1803), артиллерист.

## Биография
Из аристократической семьи. Поступил в артиллерию в 1780 году в звании курсанта, в 1788 году стал 1-м лейтенантом, в 1792 году — капитаном. Поддержал революцию, отличился во время начального этапа подавления Вандейского мятежа, затем был временно отстранён от службы, как бывший дворянин, но уже спустя полгода, в 1794 году, снова призван на службу и направлен в Северную армию, где участвовал в осаде нескольких крепостей, и был в том же году произведён в бригадные генералы. После этого Дюлолуа служил в артиллерии Самбро-Маасской и Западной армии, руководил обороной Тортоны в Италии и командовал войсками в Генуе.
В 1802 году возглавил артиллерийское училище в Меце, выпускником которого был сам император Наполеон; затем недолгое время пробыл начальником артиллерии крепости Бреда. Произведённый в 1803 году в дивизионные генералы, Дюлолуа был направлен руководить артиллерией последовательно трёх сателлитов Франции: Ганновера, королевства Италии (заместитель начальника артиллерии) и Неаполитанского королевства.
В 1807 году, в качестве начальника артиллерии 4-го армейского корпуса, генерал Дюлолуа отличился в сражениях при Прейсиш-Эйлау, Гейльсберге и Фридланде, в 1807 году получил крест великого офицера ордена Почетного легиона. В 1809 году Дюлолуа был направлен в Испанию, где командовал артиллерией 2-го армейского корпуса маршала Сульта, но уже в 1810 году был откомандирован в Голландию для инспекции крепостей. В 1811 году стал графом империи.
В 1812 году Дюлолуа принял участие в походе на Россию во главе артиллерии 2-го армейского корпуса маршала Виктора, который сначала был оставлен в тылу, а затем действовал против Витгенштейна.
Назначенный в 1813 году командующим артиллерией Императорской гвардии, генерал Дюлолуа участвовал в сражениях при Лютцене, Бауцене, Дрездене и Лейпциге. За энергичное командование артиллерией в этих боях Дюлолуа в декабре 1813 года был пожалован в камергеры Наполеона, в 1814 году сражался в Шампани.
Людовик XVIII, вернувшись во Францию, назначил Дюлолуа генеральным инспектором артиллерии и вручил ему большой крест ордена Почётного легиона.
Тем не менее, во время Ста дней генерал Дюлолуа поддержал Наполеона, был сделан пэром и губернатором Лиона. После второй реставрации Бурбонов он был уволен в отставку.
Во время июльской революции генерал Дюлолуа, как и многие другие ветераны наполеоновской армии, враждебные Бурбонам, на какое-то время вернулся на службу, но уже вскоре окончательно вышел в отставку.

## Награды
Великий офицер ордена Почётного легиона (1807)
 Большой крест ордена Воссоединения (3 апреля 1813)
 Кавалер ордена Железной короны (2 апреля 1814 года)
 Кавалер военного ордена Святого Людовика (1814)
 Большой крест ордена Почётного легиона (1814)